# Tiny Grimes
Tiny Grimes, geboren als Lloyd Grimes (Newport News, 7 juli 1916 - New York, 4 maart 1989), was een Amerikaans jazz- en rhythm-and-blues-muzikant (gitaar, zang).

## Carrière
Grimes speelde eerst drums en daarna als autodidact piano. Hij nam vanaf 1935 deel aan amateurconcoursen in Washington D.C.. In 1938 was hij werkzaam als pianist en danser in New York. Onder de invloed van Charlie Christian, met wie hij jamde in het Minton's Playhouse in Harlem, leerde hij zonder onderricht het gitaarspel en speelde hij in 1940/1941 bij de band The Cats & the Fiddle. Deze formatie paste het idee van vier stemmen als saxofoondeel direct toe op hun eerste 78", het nummer Gangbusters, dat de zangtranscriptie van een koor bevatte, dat Benny Carter had geschreven voor een saxofoonverloop. Hoogtepunt van hun korte carrière waren de platen Killing Jive, Public Jitterbug No. 1 en When I Grew Old Too Old to Dream, die ze opnamen voor Bluebird Records.
Hij kreeg bekendheid in het toenmalige jazzcircuit door het lidmaatschap in het duo met Slam Stewart, dat de ruggensteun vormde van het trio van Art Tatum in 1943/1944. Grimes, die altijd een viersnarige tenorgitaar bespeelde, maakte tijdens deze periode opnamen met Earl Bostic, Walter Brown, Buck Clayton, Cozy Cole, John Hardee, Clyde Hart, Coleman Hawkins, Billie Holiday, de Metronome All-Stars, Hot Lips Page, Ike Quebec en vele anderen.
Vanaf 1947 probeerde Grimes zijn geluk met rhythm-and-blues-bands, waaronder de Rockin' Highlanders, die optraden in Schotse kilts, met de saxofonist Red Prysock resp. Benny Golson, de zanger Screaming Jay Hawkins en Tiny 'Mac' Grimes. Opnamen ontstonden bij United Records. In 1953 was hij ook als begeleider te horen op de hit Gee van de band The Crows, dat als een van de eerste rock-'n-roll-hits telde. Een ziekte dwong hem vanaf 1964 zich tijdelijk terug te trekken, maar vanaf 1968 was hij weer te horen op festivals en workshops, waaronder met Ray Nance, Milt Buckner, Jay McShann, Earl Hines en Larry Coryell. Hij was in 1971 een van de gitaristen bij het grote All Star-concert in New York (gedocumenteerd op het album The Guitar Album – The Historic Town Hall Concert). In 1973 en 1974 trad hij op tijdens het Newport Jazz Festival en daarna speelde hij weer regelmatig in de New Yorkse clubs als het West End Cafe.
In september 1944 jamde Charlie Parker vaak met de Tiny Grimes Band in de jazzclubs van de 52nd Street. Op 14 september wilde Buck Ram, de toenmalige opnameleider van Savoy Records, opnamen maken met Grimes' band. Omdat hij daarvan meer succes verwachtte, wilde Grimes eerst zangnummers opnemen, het eerste instrumentale nummer was eigenlijk bedoeld als opwarmer. De sessie ontwikkelde zich gezien een gebrek aan zangkunst van Grimes zo desastreus, dat Buck Ram de band en Parker sommeerde om een tweede instrumentaal nummer in te spelen. Zo ontstonden de twee opnamen van Red Cross van Charlie Parker. Bird volgde hier echter nog het eerder conventioneel ritmisch kader van de swing, maar verplaatste al de accenten naar de opkomende bop. Tiny's Tempo en Red Cross werden na hun ontdekking door de jazzfans zo iets als de hoeksteen van een moderne platenverzameling. Savoy Records erkende uiteindelijk de waarde van deze opnamen en bracht ze uit op een plaat. De zangnummers van deze sessie waren I'll Always Love Just The Same en Romance Without Finance. Ze komen niet voor op de lp/cd The Immortal Charlie Parker.

## Discografie
Als leader 
- ????: The Complete Tiny Grimes 1944–1950, Vol. 1–2 (Blue Moon)
- ????: The Complete Tiny Grimes 1950–1954, Vol. 1–5 (Blue Moon)
- 1958: Callin’ The Blues (Prestige Records/OJC) met J.C. Higginbotham, Eddie Lockjaw Davis, Ray Bryant, Wendell Marshall, Osie Johnson
- 1958: Blues Groove (Prestige Records)
- 1959: Tiny in Swingville (Prestige/OJC, 1959) met Ray Bryant
- 1968-1974: Some Groovy Fours (Classic Jazz)

Als sideman
- 1944-1946: Art Tatum: The V-Discs (Black Lion Records)
- 1940-1949: Art Tatum: Over The Rainbow (Dreyfus)
- 1951: Billie Holiday: Billies Blues (Blue Note Records)

- 1944-1948: Charlie Parker: The Immortal Charlie Parker (Savoy, 1944–1948)
De Tiny Grimes Band met Harold West, Jimmy Butts, Clyde Hart. Tiny Grimes was wel de leider van de "Red-Cross-Session", uitgebracht werd ze later alleen nog onder Charlie Parkers naam.

- 1958-1962: The Prestige Blues Swingers: Soul Street (Sampler, Prestige)
- 1959: Coleman Hawkins: Hawk Eyes (Prestige/OJC)

- Bibsys: 3006690
- Bibliothèque nationale de France: cb138947372 (data)
- Gemeinsame Normdatei: 13457057X
- International Standard Name Identifier: 0000 0001 1442 3416
- Library of Congress Control Number: n82077173
- MusicBrainz: 096d99c3-0b30-4a51-9e7b-ddda275f4216
- Nationale Bibliotheek van Tsjechië: ola2002159307
- Nederlandse Thesaurus van Auteursnamen: 097848891
- SNAC: w6b125dg
- Système universitaire de documentation: 158966643
- Virtual International Authority File: 39561932
- WorldCat: E39PBJvH8VdDb8Pwr6KBqDyGHC